# Бизамски пацов
Бизамски пацов или маскат (лат. Ondatra zibethicus) једина је врста рода Ondatra и племена Ondatrini, а припада породици хрчкова (Cricetidae). Ову животињу први пут је 1766. године описао шведски природњак Карл Лине. Маскат је семиакватични глодар средње величине који је аутохтон за Северну Америку и уведена врста у деловима Европе, Азије и Јужне Америке. Маскат обитава у мочварама у широком опсегу клима и хабитата. Он врши важан утицај на екологију мочвара, и извор је хране и крзна за људе.
Маскат је највећа врста у потпородици Arvicolinae, која обухвата 142 друге врсте глодара, углавном волухарице и леминге. Маскати се сматрају пацовима у генералном смислу, јер су они глодари средње величине са адаптивним животним стилом и сваштоједном исхраном. Они међутим нису чланови рода Rattus.

## Опис
Овај глодар по величини спада у групу крупних хрчкова. Јединке су дугачке између 35 и 40 cm без репа (сам реп може бити дугачак и до 25 cm), док поједини примерци могу бити и дужи. Обично теже од 500 до 800 g, међутим неки достижу масу и преко једног килограма. Крзно бизамског пацова је густо, глатко и има одсјај. На леђима је тамносмеђе, са стране црвенкасто, а по стомаку сивосмеђе. Ова животиња има робусну форму тела, очи су јој мале и округласте, а ушне шкољке кратке и скривене у дебелом крзну. Меснате усне, прекривене крзном, могу се преклапати иза секутића, те спречити улазак воде приликом роњења. Бизамски пацов има здепасте, петопрсне екстремитете са кратким стопалом. Задње ноге су снажније развијене, са јаким канџама и пловном кожицом између прстију. Дугачки реп прекривен је рожним љуспицама.

## Распрострањеност и станиште
Бизамски пацов аутохтона је врста на подручју Северне Америке. Јавља се од севера Канаде и југа Аљаске до Сједињених Држава, изузев у сушним деловима Тексаса и Флориде. 1905. године ова врста бива уведена на простору данашње Чешке Републике, а касније се проширила на територију готово читаве Европе и једним делом Азије. На простору Србије, бизамски пацов забележен је у северним и централним деловима земље, ређе у јужним (део слива Јужне Мораве и Власине). Има га дуж свих већих и мањих водотка у Подунављу, Посавини, Великом Поморављу, дуж Тисе и канала ДТД у Војводини. Такође је примећен на Лиму, Ибру, Тимоку и Западној Морави. Ондатра је потенцијално инвазивна врста у Србији, јер се верује да представља конкуренцију воденој волухарици (лат. Arvicola amphibius), те да изазива велику штету када се пренамножи.
Овај глодар своје животно станиште проналази поред канала, рибњака и других водених површина. Активан је, углавном, током ноћи и већи део живота проводи у води, те је стога изузетан пливач. Живи у великим породичним заједницама, градећи склоништа са хранилиштима, бројним тунелима и пролазима, са улазом који је најчешће испод воде. Ова врста је изузетно територијална, а пречник њене територије износи око 60 м.
Њихове популације природно круже; у областима где их има у изобиљу, способни су да уклоне велики део вегетације у мочварама. Сматра се да играју главну улогу у одређивању вегетације посебно преријских мочвара. Они такође селективно уклањају префериране биљне врсте, мењајући тако обиље биљних врста у многим врстама мочвара. Биљне врсте које обично једу укључују рогоз и жути локвањ. Сматра се да су алигатори важан природни предатор, и одсуство бизамских пацова са Флориде може делимично бити резултат алигаторске предације.
Док је много мочварних станишта елиминисано због људске активности, ново станиште бизамских пацова је створено изградњом канала или канала за наводњавање, те је бизамски пацов и даље уобичајен и широко распрострањен. Они су у стању да живе поред потока који садрже сумпорну воду која отиче из рудника угља. Рибе и жабе нестају у таквим потоцима, али они могу напредовати и заузимати мочварна подручја. Бизамски пацови такође имају користи од људског прогона дела њихових предатора.
Бизамски пацов је класификован као „забрањени нови организам“ у складу са Законом о опасним супстанцама и новим организмима Новог Зеланда из 1996. године, који спречава његов увоз у земљу.
Трематода Metorchis conjunctus такође може заразити бизамске пацове.

## Подврсте
Ondatra zibethicus има 16 подврста: O.z. albus, O.z. aquihnis, O.z. bemardi, O.z. cinnamominus, O.z. macrodom, O.z. mergens, O.z. obscurus, O.z. occipitalis, O.z. osoyoosensis, O.z. pallidus, O.z.ripensis, O.z. rivalicus, O.z. roidmani, O.z. spatulatus, O.z. zalaphus и O.z. zibethicus.

## Статус инвазивности
У Европи, бизамски пацов је од 2. августа 2017. године уврштен на листу инвазивних страних врста од интереса Уније (листу Уније). То значи да се ова врста не може увозити, узгајати, транспортовати, комерцијализовати или намерно пуштати у животну средину у целој Европској унији.

## Начин живота
Бизамски пацов не гомила храну, нити хибернира током зиме, па зато стално мора бити у покрету. Креће се воденим токовима, па се самим тим брзо шири територијом коју насељава. Као што је већ речено, овај глодар живи у великим заједницама. Период парења почиње у марту, женке носе 27 дана, а једна женка може да окоти 7-8 младунаца. Паре се и коте 3 до 4 пута годишње. Што се исхране тиче, углавном преферирају храну биљног порекла (једу све делове биљака), али је заступљена и исхрана храном животињског порекла (икра, јаја, жабе...).
Напоменуто је да су ове животиње изузетно територијалне, те уколико се осете угроженим, веома добро могу бранити своју територију. Када се нађу у клопци, могу бити јако опасни борци.

## Угроженост
Ова врста није угрожена, и наведена је као последња брига јер има широко распрострањење.

### Популациони тренд
Популација ове врсте је стабилна, судећи по доступним подацима.

## У људској историји
Амерички индијанци су дуго сматрали да је бизамски пацов веома важна животиња. Нека племена су предвиђала нивое снежних падавина током зиме посматрајући величину и временски распоред изградње маскатових склоништа. У неколико митова о стварању аутохтоних индијанаца, маскати роне на дно примордијалног мора да донесу блато од кога је Земља направљена, након што друге животиње нису успеле да остваре тај задатак. Маскати су понекад били извор хране у Северној Америци. У североисточном делу Мичигена, католицима је разрешењем већ дуго дозвољено да конзумирају маскате током појединих црквених празника кад је конзумирање меса, изузев рибе, забрањено. Та традиција потиче из раног 19. века.
Зимске капе Краљевске канадске коњичке полиције су направљене од маскатовог крзна.
- Крзнени капут од маската
- Замка за маскате у Холандији